# Totò le Mokò
Totò le Mokò (prt: Totó Desceu à Cidade; bra: Totó, o Gângster) é um filme italiano de 1949, dirigido por Carlo Ludovico Bragaglia.

## Sinopse
A história passa-se no Kasbah de Argel. Antonio Lumaconi, dito Totò, é um homem orquestra napolitano, primo de um famoso bandido, Pepè Le Mokò, que morre durante um tiroteio. Sendo o parente mais próximo do bandido, é oferecida a Totò a chefia do bando de delinquentes do seu primo. Ele vê aqui a hipótese de realizar o seu sonho de ser um grande músico, até descobrir que o que esperam dele é comandar os bandidos. Depois de uma série de mal-entendidos, e graças a uma poção misteriosa que lhe é dada pela mulher de Pepè, Suleima, Totò ganha confiança e torna-se invencível. Mas apaixona-se por Viviana, desperta os terríveis ciúmes de Suleima que, através de feitiços, consegue, uma noite, cortar-lhe o cabelo, onde residia toda a sua força. Entretanto Pepè, que apenas se tinha fingido morto, volta e desafia Totò. Este vence o duelo, pega no dinheiro do bando e volta para Nápoles, desta vez para dirigir uma banda... de música.